# Rüdiger von der Goltz (Jurist)

Rüdiger Graf von der Goltz

Gustav Adolf Karl Joachim Rüdiger Graf von der Goltz (* 10. Juli 1894 in Charlottenburg; † 18. April 1976 in Düsseldorf) war ein deutscher Jurist, Strafverteidiger und Politiker (NSDAP).

## Leben und Wirken
Von der Goltz war der Sohn des gleichnamigen Generals Rüdiger von der Goltz (1865–1946).
Er wurde zunächst Soldat, kämpfte im Ersten Weltkrieg und schied nach schwerer Verwundung sowie Beinamputation 1915 aus dem aktiven Dienst aus. Von der Goltz studierte dann Jura in Genf, Tübingen und Berlin. 1919 wurde er in Greifswald zum Dr. jur. promoviert. Von 1922 bis 1934 praktizierte er als Rechtsanwalt in Stettin. Er saß im Aufsichtsrat der Feldmühle Papier- und Zellstoffwerke.
Zum 1. April 1932 trat von der Goltz der NSDAP bei (Mitgliedsnummer 1.033.215). Bekannt wurde er als Verteidiger in mehreren Fememord-Prozessen (Edmund Heines, August Hermann Fahlbusch) sowie im Goebbels-Prozess. Joseph Goebbels erwähnte von der Goltz mehrmals in seinen Tagebüchern, unter anderem mit den Worten: „Goltz ist Knorke. Er macht uns allen Spaß“.
Goltz wurde im Frühjahr 1933 Präsident des Provinziallandtags der Provinz Pommern. Im Mai 1933 wurde er zum Reichstreuhänder der Arbeit für Pommern und zum Preußischen Staatsrat ernannt.
1934 zog er nach Berlin um, wo er als Rechtsanwalt und Notar wirkte. Von der Goltz gehörte 1933 zu den Gründungsmitgliedern der vom Reichsrechtsführer Hans Frank proklamierten nationalsozialistischen Akademie für Deutsches Recht. Ab 29. März 1936 war er für die NSDAP Mitglied des Reichstags und Mitglied der Strafrechtskommission beim Reichsjustizministerium. Seit 1935 vertrat er mehrere Wirtschaftsunternehmen in Prozessen; 1938 war er der Verteidiger für Werner von Fritsch in dessen Prozess im Verlauf der Blomberg-Fritsch-Krise. Mit Beginn des Krieges wurde er 1939 zum Militärattaché in Brüssel versetzt; sein Reichstagsmandat legte er 1943 nieder. Von Goltz saß im Aufsichtsrat der Kontinentale Öl AG.
Von der Goltz war ein Cousin von Dietrich Bonhoeffer und vertrat ihn vor dem Reichskriegsgericht, ebenso für kurze Zeit Hans von Dohnanyi. Nach 1945 wirkte er als Rechtsanwalt am Oberlandesgericht Düsseldorf.
Von der Goltz war mit Astrid Hjort (* 27. Juni 1896) verheiratet.
Der Sohn Hans Graf von der Goltz wurde 1971 persönlicher Generalbevollmächtigter Herbert Quandts und u. a. Vorsitzender des Aufsichtsrates der BMW AG.

## Schriften
- Der Kauf von Wertpapieren. Greifswald, 1919 (Rechts- und staatswissenschaftliche Dissertation, 1919)
- Ernste Gedanken zum 10. Geburtstage der deutschen Republik 9. 11. 1928. Berlin : Brunnen-Verlag K. Winckler, [1928], 1.–10. Tsd.
- Deutschlands Köpfe der Gegenwart über Deutschlands Zukunft. Berlin : Eigenbrödler-Verlag, [1929]
- Tribut-Justiz. Berlin: Brunnen-Verl. Bischoff, 1932 [Ausg. 1931], 1.–5. Tsd.
- Rede des Grafen [Rüdiger] von der Goltz an die Haupt-Wirtschaftsgruppen- und Bezirkswirtschaftsführer am 14.11.1934 [im Versammlungssaal des Reichswirtschaftsrates] [s. l.]: [s. n.] (Eberswalde: C. Müller), 1934